# Sebastian Hinze
Sebastian Hinze (* 26. April 1979 in Wuppertal) ist ein deutscher Handballtrainer und ehemaliger -spieler, der aktuell Cheftrainer beim ThSV Eisenach in der Bundesliga ist.

## Karriere

### Als Spieler
Hinze war als Handballspieler zunächst bei der TG Cronenberg, dem LTV Wuppertal und der SG Solingen aktiv. Ab 2006 spielte der 1,83 Meter große Kreisläufer beim durch die Fusion des LTV Wuppertal mit der SG Solingen entstandenen Zweitligisten Bergischer HC, mit dem ihm 2011 zum Ende seiner Spielerlaufbahn der Aufstieg in die 1. Liga gelang.

### Als Trainer
Während seiner aktiven Zeit engagierte er sich als Trainer im Jugendbereich. Im Jahr 2010 übernahm Hinze die Koordination der Nachwuchsabteilung des Bergischen HC.
Nachdem der Bergische HC im Mai 2012 den Trainer Hans-Dieter Schmitz beurlaubt hatte, übernahm Hinze übergangsweise gemeinsam mit Co-Trainer Chrischa Hannawald und dem Spieler Kristoffer Kleven Moen das Traineramt für die letzten drei Spieltage. Ab der Saison 2012/13 war er Cheftrainer des BHC, mit dem er 2013 in die 1. Liga aufstieg. 
Nach der Saison 2021/22 beendete er seine Tätigkeit beim Bergischen HC und wechselte zu den Rhein-Neckar Löwen. Höhepunkt seiner ersten Saison war der Gewinn des DHB-Pokals 2022/23 im April 2023 mit einem 36:34-Sieg nach Verlängerung und Siebenmeterwerfen gegen den SC Magdeburg. In der folgenden Saison erreichte sein Team den dritten Platz in der EHF European League. Im Dezember 2024 gaben Hinze und der Verein bekannt, den im Juni 2025 nach drei Jahren auslaufenden Vertrag nicht mehr zu verlängern. Anschließend übernahm er das Traineramt des ThSV Eisenach.